# Canton de Bourgueil
Le canton de Bourgueil est un ancien canton français situé dans le département d'Indre-et-Loire et la région Centre.

## Composition
Le canton de Bourgueil regroupait les communes suivantes :
- Benais
- Bourgueil
- Chouzé-sur-Loire
- Continvoir
- Gizeux
- La Chapelle-sur-Loire
- Restigné
- Saint-Nicolas-de-Bourgueil

## Histoire

### Conseillers d'arrondissement (de 1833 à 1940)
Le canton de Bourgueil avait deux conseillers d'arrondissement.
| Période                                  | Période | Identité                           | Étiquette | Qualité |
| ---------------------------------------- | ------- | ---------------------------------- | --------- | --- |
| 1833                                     | 1839    | M. Baugé                           |           | Propriétaire, maire de Benais                                                                               |
| 1833                                     | 1842    | M. Huet                            |           | Notaire, maire de Restigné                                                                                  |
| 1839                                     | 1842    | René Goupil de Bouillé (1771-1845) |           | Propriétaire à Bourgueil                                                                                    |
| 1842                                     | 1848    | Adam Étienne Couscher-Boislève     |           | Suppléant du juge de paix, propriétaire à Bourgueil et à Saint-Nicolas-de-Bourgueil                         |
| 1842                                     | 1848    | Auguste Hervé                      |           | Notaire à Bourgueil                                                                                         |
|                                          |         |                                    |           | |
| avant 1883                               |         | Eugène Princé                      |           | Maire de Restigné                                                                                           |
|                                          |         |                                    |           | |
| 1919                                     | 1921    | M. Loiseau                         |           | |
| 1921                                     | 1931    | M. Demont                          |           | Maire de Restigné                                                                                           |
| 1931                                     | 1940    | Georges Thauraux                   | Radical   | Négociant en vins, maire de Restigné                                                                        |
| 1940                                     |         |                                    |           | Les conseils d'arrondissement ont été suspendus par la loi du 12 octobre 1940 et n'ont jamais été réactivés |
| Les données manquantes sont à compléter. |         |                                    |           | |

### Conseillers généraux de 1833 à 2015
| Période | Période      | Identité                            | Étiquette   | Qualité |
| ------- | ------------ | ----------------------------------- | ----------- | --- |
| 1833    | 1848         | Louis André Soutif (1775-1849)      |             | Négociant, maire de Bourgueil |
| 1848    | 1871         | Auguste Hervé (1809-1894)           |             | Notaire, maire de Bourgueil, conseiller d'arrondissement                                                                                               |
| 1871    | 1880         | Édouard Ory-Marquis                 | Droite      | Propriétaire à Bourgueil et à Saint-Nicolas-de-Bourgueil                                                                                               |
| 1880    | 1886 (décès) | Léon Lemesle                        |             | Médecin à Bourgueil |
| 1886    | 1904 (décès) | Jean Le Jouteux                     | Monarchiste | Maire de Bourgueil |
| 1904    | 1916 (décès) | Edouard Bienvenu                    | Républicain | Maire de Bourgueil |
| 1916    | 1919         | siège vacant                        |             | |
| 1919    | 1928         | Arsène Juvigny                      |             | Médecin - Maire de Chouzé-sur-Loire |
| 1928    | 1940         | Henri Ory                           | Rad.        | Propriétaire-agriculteur Membre de la Chambre d'agriculture, Bourgueil Maire de Saint-Nicolas-de-Bourgueil                                             |
|         |              |                                     |             | |
| 1943    | 1945         | André Goupil de Bouillé (1897-1990) |             | Agriculteur Conseiller municipal de Bourgueil Membre de la Commission administrative départementale (1940-1943) Nommé conseiller départemental en 1943 |
|         |              |                                     |             | |
| 1945    | 1961         | Georges Thauraux                    | Rad.        | Négociant en vins, maire de Restigné, ancien conseiller d'arrondissement                                                                               |
| 1961    | 1967         | Robert Amirault                     | Rad.        | Viticulteur Maire de Saint-Nicolas-de-Bourgueil |
| 1967    | 1979         | Jean Chamboissier (1926-2014)       | DVD         | Pharmacien, maire de Bourgueil (1971-1991) |
| 1979    | 1985         | Norbert Echapt                      | PS          | Professeur de mathématiques Conseiller municipal de Bourgueil (1971-1996)                                                                              |
| 1985    | 1998         | Jean Chamboissier                   | DVD         | Maire de Bourgueil (1971-1991) |
| 1998    | 2004         | Jean Dumont                         | DVD         | Viticulteur, maire de Bourgueil (2001-2008) |
| 2004    | 2015         | Pierre Junges                       | DVG puis PS | Principal de collège Maire de Bourgueil (2008-2013) |

## Démographie
| 1962   | 1968   | 1975   | 1982   | 1990   | 1999   | 2006   | 2011   | 2012   |
| ------ | ------ | ------ | ------ | ------ | ------ | ------ | ------ | ------ |
| 11 962 | 11 945 | 11 176 | 11 644 | 11 666 | 11 848 | 11 671 | 11 698 | 11 663 |

### Sources
1. ↑  « Journal officiel de la République française. Lois et décrets » , sur Gallica, 24 novembre 1886 (consulté le 6 septembre 2020).
2. ↑  « Journal officiel de la République française. Lois et décrets » , sur Gallica, 15 décembre 1886 (consulté le 6 septembre 2020).
3. ↑  « Le Temps » , sur Gallica, 22 mars 1904 (consulté le 6 septembre 2020).
4. ↑  « Le Temps » , sur Gallica, 19 mai 1916 (consulté le 6 septembre 2020).
5. ↑  « Ministère de la culture - Base Léonore », sur culture.gouv.fr (consulté le 10 avril 2023).
6. ↑  Journal officiel de la République française. Lois et décrets, parution 23 mai 1943, (en ligne).
7. ↑  Structure de la population du canton de 1968 à l'année de la dernière population légale connue
8. ↑  Fiches Insee - Populations légales du canton pour les années 2006, 2011, 2012